# 리처드 조던 개틀링

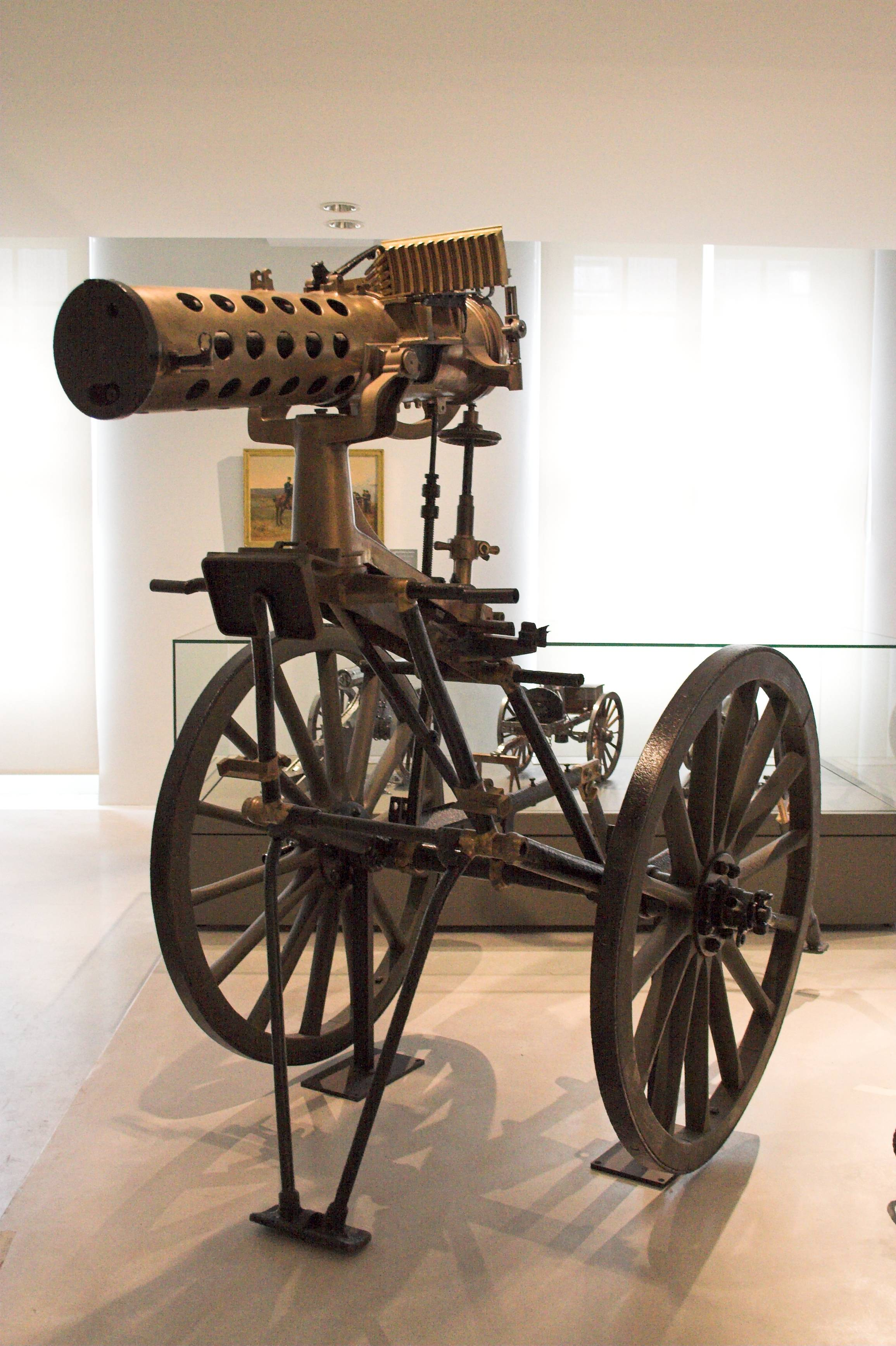
개틀링 기관총

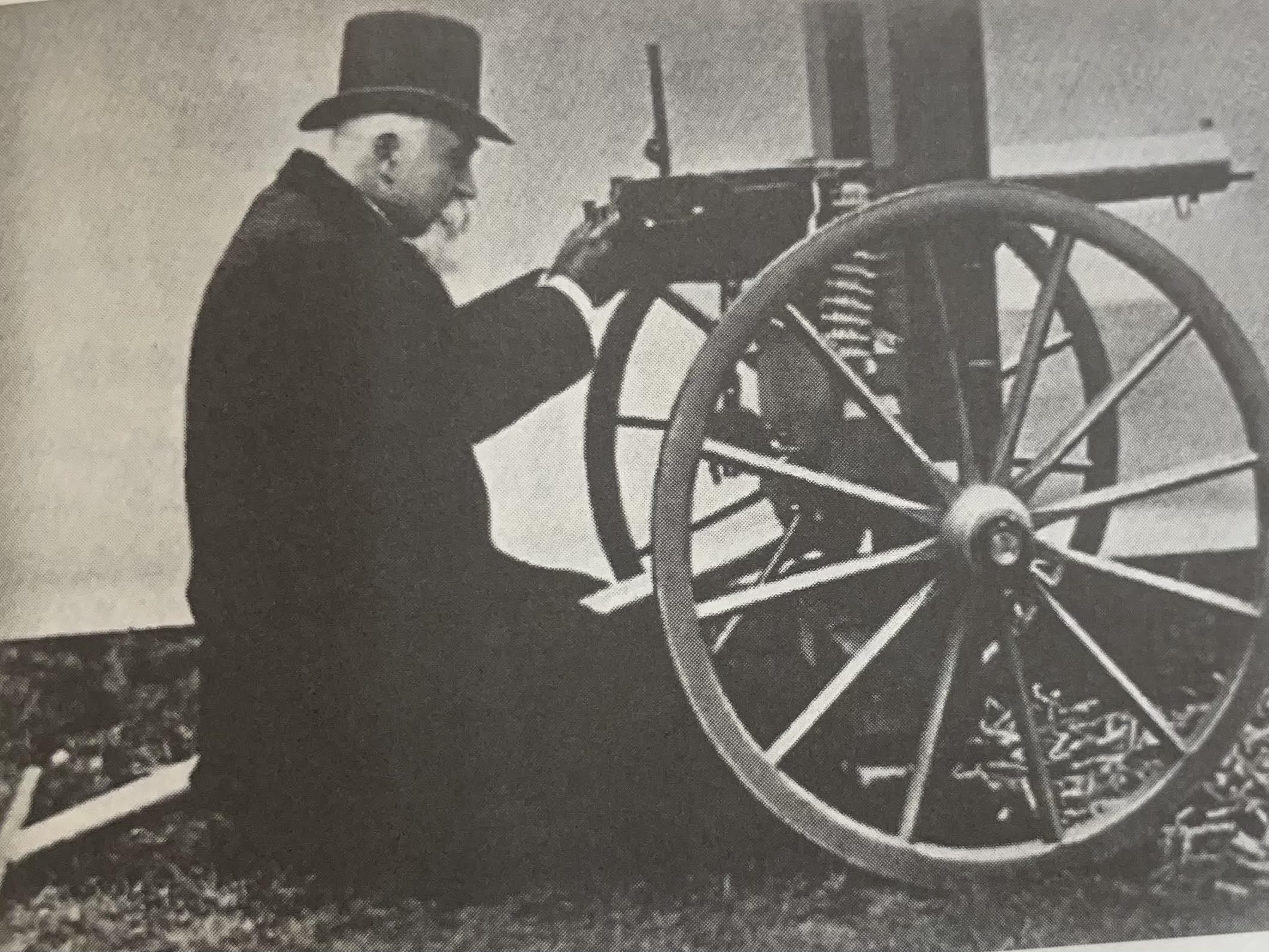
맥심 기관총

리처드 조던 개틀링(Richard Jordan Gatling, 1818년 9월 12일~1903년 2월 26일)은 미국의 의사이자 발명가로, 개틀링건을 만든 사람이다. 세계 최초로 페달을 밟아 총을 쏘는 방식의 기관총을 만들었다. 1862년 개틀링은 여러 개의 총신을 묶어 수레에 얹은 형태의 개틀링건을 만들게 된다. 이 방식은 현재까지도 쓰이고 있으며 여러 발을 쏠 수 있어 헬리콥터 등에 장착하기도 한다. 개틀링건은 1890년대 하이럼 스티븐스 맥심이 맥심기관총을 만드는데 기여한다.

## 생애
개틀링은 1818년에 노스캐롤라이나주 허트퍼드 카운티(Hertford County, North Carolina)에서 태어났다. 21세 때, 개틀링은 증기보트를 위한 스크류 프로펠러를 만들었다. 하지만 그 전에 존 에릭슨(John Ericsson)이 특허를 냈었다. 노스캐롤라이나에서 사는동안, 개틀링은 지역 사무관의 사무실에서 일했고, 잠깐 학교에서 선생님도 했고, 상인을 하기도 했다. 36세 때, 개틀링은 미주리주 세인트루이스로 이사를 갔다. 직물 가게에서 일하면서 쌀 씨앗을 뿌리는 기계와 밀 심는 기계를 발명했다. 이러한 기계들의 도입은 미국의 농업 시스템을 발전시키는 데 큰 기여를 했다. 개틀링은 천연두에 걸린 후 의학에 관심을 갖게 되었고, 1850년에 오하이오 의과대학에서 의학 학위를 받았다. 그러나 개틀링은 의사로 일하는 것보다 발명가로 일하는 것에 더 큰 흥미를 느꼈다.
남북 전쟁이 발발했을 때, 개틀링은 인디애나 주 인디애나폴리스에 거주하고 있었다. 이곳에서 개틀링은 총기 발명에 전념했다. 남북전쟁 때인 1861년에 개틀링 기관총을 발명했다. 그로부터 1년 후, 개틀링은 개틀링 건 회사(Gatling Gun Company)를 설립했다.
생애 말기에는 개틀링은 변기, 자전거, 공기 압력 구동, 그리고 여러 분야의 발명품을 특허로 내기도 했다. 1891년에는 미국 발명가 및 제조업자 협회(American Association of Inventors and Manufacturers)의 최초 회장으로 선출되어 6년간 회장을 했다. 그는 죽을 때까지 부자였지만 여러번 투자를 잘 못해 돈을 잃기도 했다.
개틀링의 생애 마지막 해에는 다시 미주리주 세인트루이스로 돌아가 증기 트랙터 회사를 설립했다. 그리고 마침내 1903년 2월 26일에 뉴욕에 있는 딸의 집에서 별세했다. 개틀링은 인디애나폴리스의 크라운 힐 묘지(Crown Hill Cemetery)에 매장되었다.
제 2차 세계 대전 중 미국 해군은 개틀링의 업적을 기리기 위해 플레처급 구축함 DD-671을 USS 개틀링(USS Gateling)으로 명명했다.

## 개틀링의 가족
개틀링의 아버지, 조던 개틀링(Jordan Gatling)은 농부이자 발명가였다.
개틀링의 형제 윌리엄, 제임스, 토마스 모두 벅혼 학교(Buckhorn Academy)를 졸업했다. 발명가였던 아버지의 영향을 받아, 창의성과 발명에 관심이 많은 가족이었다. 가족의 영향으로 제임스 헨리 개틀링(James Henry Gatling)과 리차드 조던 개틀링(Richard Jordan Gatling)은 모두 발명가가 되었다.
개틀링의 형 제임스 헨리 개틀링(James Henry Gatling)은 발명가 이외에도 사업가, 와인 양조업자, 농부 등 직업이 다양했다. 그는 1870년대 자체 제작한 글라이더로 하늘을 활공하기도했다.
1850년대 초반, 개틀링은 사업에서 성공하여 1854년 10월 25일에 19살 어린 제미마 샌더스(Jemima Sanders)와 결혼했다. 제미마는 인디애나폴리스의 유명한 의사의 딸이었다.  개틀링의 여동생 제렐다(Zerelda)는 인디애나 주지사 데이비드 월러스(David Wallace)와 결혼했다.

## 발명품
개틀링은 어린 적부터 기계조립에 남다른 재능을 보였다. 개틀링의 가장 잘 알려진 발명품은 개틀링건이지만, 이외에도 많은 발명품이 있다.
개틀링은 어릴 때부터 농업기계 발명에 몰두했다. 곡식의 씨를 뿌리는 기계를 발명하여, 농사법에 일대 혁신을 가져오기도 했다. 1839년 이앙기를 만들었고 이후 증기선용 스크루 프로펠러까지 발명했다. 1857년 증기 경운기를 발명해 특허를 받았다. 1862년 수동으로 크랭크 (기계)를 돌리던 모델로 탄생한 개틀링포는 전기 모터를 장착한 형태로 개량돼 남북 전쟁에서 모습을 보였다. 개틀링 건의 탄생이다.

## 개틀링건 발명 비화
개틀링은 남북전쟁에서 많은 병사들이 총에 의한 사망보다는 질병으로 인해 사망했다는 사실을 알게 된 후, 개틀링 건을 발명했다. 1877년에 개틀링은 "만약 내가 빠른 사격 속도로 한 사람이 100명의 전투 임무를 수행할 수 있는 기계건을 발명할 수 있다면, 대규모 군대의 필요성을 상당 부분 대체할 수 있을 것이며, 따라서 전투와 질병에 노출되는 위험이 크게 감소할 것"이라고 자서전에 나와있다.
개틀링의 시작은 씨앗 파종기(Seed Planter)로부터였다. 1861년 시제품이 개발되었다. 1862년에 개틀링은 인디애나폴리스에 개틀링 건 회사(Gatling Gun Company)를 설립하여 개틀링 건을 판매하기 시작했다. 처음으로 생산된 총 6개는 공장에 불이나서 1862년 12월에 다 타버렸다. 6대의 총은 개틀링이 자비로 생산한 것이었다. 이에 개틀링은 낙심하지않고, 신시내티에 있는 공장(Cincinnati Type Factory)에서 바로 13대의 개틀링 건을 추가 생산했다.
개틀링건은 남북 전쟁 중에 만들어졌지만, 남북 전쟁 중에 사용되지는 않았다. 노스캐롤라이나주 출신인 개틀링은 사람들에게 미국에서 주로 북군을 지지하지 않고 남부 연맹을 비난하는 인물이나 단체를 가리키는 Copperhead라고 미움을 받았다. 그러나 개틀링은 미국 연방 정부나 군대와 아무 관련이 없었으며, 내전동안 남부에 거주한 적이 없다.

## 영향
남북 전쟁 당시 주요 전선 중 하나인 인디애나폴리스에 거주 중이던 개틀링 박사는 수많은 부상병들과 시신들이 오고가는 것을 보고, 한번에 많은 화력을 투사시킬 수 있는 무기를 개발하기로 결심했다. 전쟁에 필요한 군인의 수가 줄어들 것이라는 순수한 목표를 갖고 있었다.
그가 1862년 개틀링 건을 개발한 당시에는 전시였기 때문에 새로운 무기가 바로 사용되기 어려웠고 단지 몇 자루만 사용됐을 뿐이었다. 남북전쟁 이후인 1866년부터는 미 육군의 정식무기로 채택됐다. 당시 이 무기는 분당 600발 정도를 발사할 수 있었으며 1883년 영국인 하이럼 스티븐스 맥심이 개발한 맥심 기관총과 함께 전쟁의 패러다임을 완전히 바꿔버리고 말았다.
개틀링 박사의 의도와는 달리 개틀링 건 앞에서 수많은 희생자가 발생했고, 더많은 군인들이 전장에 참여했다. 맨몸으로 돌격하는 병사든 말을 타고 돌진하는 기병이든 기관총 앞에서는 장사가 없었다.
1906년까지 살았던 개틀링 박사는 제1차 세계 대전의 참혹함은 보지 못하고 죽었지만 생전에도 자신의 총이 더 많은 사람들을 죽게 하는 것에 가슴 아파했다.그래서 더욱 강력한 무기를 생전에 만들었는데 전기모터를 장착한 오늘날 발칸포의 전신인 개량형 개틀링 건으로 무려 분당 3000발을 발사하는 무기였다. 개틀링 박사는 더욱 강력한 무기로 전쟁을 더욱 참혹하게 만들면 전쟁이 줄어들 것이라고 믿었지만 현실은 이와 정 반대로 흘러갔다.
그러나 보다 강력한 무기가 평화를 가져올 것이란 개념은 이후에도 수많은 과학자들에게 큰 영향을 끼쳤다. 국가 간 대규모 전면전을 상상조차 할 수 없도록 쌍방의 완전한 파멸을 보증하는 무기에 대한 과학자들의 도전은 결국 핵무기란 괴물을 만들었으며 2차 대전 이후 냉전이라는 새로운 국제질서도 낳게 됐다.

## 개틀링 관련 방송
2019년 11월 17일자 <신비한TV 서프라이즈> 제 890회에서 이 내용이 다뤄졌다.
- "사람들은 뜻밖의 사건을 계기로 다양한 발명품을 만들었는데… 전쟁의 참혹한 모습을 보고 특별한 것을 발명한 남자가 있었다. 뜻밖에도 그는 최악의 발명가라 불리는데! 과연 그 사연은?"
- "최악의 발명가, 그 남자의 발명품"

YTN DMB <밀리터리를 사랑하는 당신, 밀당>에서 이 내용이 다뤄졌다.
- "분당 4,200발의 화력 ··· 역사와 현대의 만남 '개틀링 건'"

YTN2 <뉴스멘터리 전쟁과 사람> [95회]에서 이 내용이 다뤄졌다.
- "최초의 기관총, 개틀링 기관총"
- "현대 지상전의 패러다임을 바꾸다."

## 같이 보기
- 개틀링 건
- 기관총
- 하이럼 스티븐스 맥심
- 맥심 기관총
- 남북 전쟁
- 화력 (군사)
- M61 벌컨

## 참고문헌
- 위키미디어 공용에 리처드 조던 개틀링 관련 미디어 분류가 있습니다.